# 라이드 어롱
《라이드 어롱》(영어: Ride Along)은 2014년 공개된 미국의 버디 경찰 액션 코미디 영화이다.
이 영화는 경비원 벤 바버(케빈 하트 분)가 여자친구의 오빠인 경찰관 제임스 페이턴(아이스 큐브 분)에게 자신이 그녀와 결혼할 가치가 있다는 것을 증명하려는 과정에서 벌어지는 소동을 다룬다. 벤은 애틀랜타에서 제임스를 따라 24시간 순찰을 돌던 중 우연히 무기상 오마(로런스 피시번 분)를 쫓는 제임스의 추적 수사에 휘말리게 된다.
이 영화는 렐러티비티 미디어, 큐브 비전 프로덕션 및 레인포리스트 필름스에서 제작되었으며 유니버설 픽처스를 통해 배급되었다. 애틀랜타와 로스앤젤레스에서 먼저 공개된 후 2014년 1월 17일 전 세계적으로 개봉되었다. 2016년 1월 15일 속편인 《라이드 어롱 2》가 개봉하였다.

## 줄거리
형사 제임스는 오마가 이끄는 위조 여권 조직을 수사하던 중 상관으로부터 수사를 중단하라는 지시를 받지만 몰래 수사를 계속한다. 경찰을 꿈꾸는 고등학교 경비원 벤은 여자친구 앤절라의 오빠인 제임스에게서 결혼 허락을 받고 경찰 학교 추천서를 받기 위해 24시간 동안 제임스와 함께 순찰 동행 일일 체험(ride along)을 하게 된다. 제임스는 벤을 골탕 먹이기 위해 일부러 시시한 사건들을 처리하게 한다.
그러던 중 제임스는 오마가 총기 거래 예정이라는 정보를 입수하고, 벤을 데리고 거래 장소인 창고로 향한다. 그곳에서 제임스는 동료 경찰들인 산티아고와 미그스에게 배신당하고 인질로 잡히지만 벤이 기지를 발휘해 본인이 오마인 척하며 거래를 망친다. 그러나 진짜 오마가 나타나 총격전이 벌어지고, 벤은 그동안 갈고닦은 게임 실력을 바탕으로 뛰어난 전투 능력을 보여준다. 제임스와 벤은 창고가 폭발하기 직전 거래 자금을 들고 탈출한다. 오마와 그의 밑에서 일하는 산티아고와 미그스는 제임스와 벤 몰래 살아남아 도망친다.
오마 일당은 평소 벤이 하던 즐겨하던 게임을 해 보고 있던 앤절라를 납치하고, 벤의 게임 친구들은 벤의 헤드셋을 통해 이 상황을 듣게 된다. 병원에서 치료를 받던 벤은 게임 친구의 연락을 받고 제임스와 함께 앤절라를 구하러 간다. 격투 끝에 제임스는 미그스에게 부상을 입히고 앤절라가 산티아고를 기절시키지만, 벤은 오마에게 당해 나가떨어진다. 오마는 돈과 앤절라를 챙겨 도망친다. 오마를 쫓아간 제임스와 벤은 협공으로 오마에게 부상을 입히고, 오마, 산티아고, 미그스가 체포된다. 마침내 제임스는 벤을 인정하고 결혼을 허락한다.
쿠키 영상에서 벤이 경찰 학교 졸업을 앞두고 있으며 앤절라와 약혼했음이 밝혀진다. 벤은 제임스네에서 열린 파티에서 바비큐용 그릴을 건드리다가 폭발을 일으켜 덤불로 날아가고 그 바람에 옆집 개가 죽는다.

## 출연진
- 아이스 큐브 - 제임스 페이턴 역
- 케빈 하트 - 벤 바버 역
- 티카 섬프터 - 앤절라 페이턴 역
- 존 레귀자모 - 산티아고 역
- 브라이언 캘런 - 미그스 역
- 로런스 피시번 - 오마 역
- 브루스 맥길 - 브룩스 경위 역
- 게리 오언 - 크레이지 코디 역
- 제이 페로 - 런플랫 역
- 데이비드 배너 - 전당포 제이 역
- 드라고슈 부쿠르 - 마코 역
- 게리 위크스 - 카원 의사 역
- 제이컵 래티모어 - 러몬 역
- 벤저민 플로러스 주니어 - 모리스 역